# Fairfield (Kentucky)
Fairfield è un comune degli Stati Uniti d'America, situato nello Stato del Kentucky, nella contea di Nelson.